# Beaufort (Jura)
Beaufort je francouzská obec v departementu Jura v regionu Franche-Comté. V roce 2011 zde žilo 1 041 obyvatel. Je centrem kantonu Beaufort.

## Vývoj počtu obyvatel
Počet obyvatel 